# 京間
京間（きょうま）とは、建築における寸法基準の1つ。1間=6尺5寸（曲尺）、もしくは畳の寸法を6尺3寸×3尺1寸5分としたもの。京都を中心とした西日本で広く用いられた。
由来は定かではないが、室町時代までは様々な寸法が用いられており、統一性は無かった。桃山時代の頃に畳や建具の互換性を確保するために考え出されたと言われており、慶長13年（1608年）、江戸幕府の作事方・平内正信によって書かれた『匠明』が「京間」の語の初出とされている。
建築資材の規格化に伴い、次第に普及していったが、関東地方では慶安年間に江戸間（田舎間）が、次いで東海地方では中京間が考案され、地域によって規格の差異が生じた。更に、戦後に入り、鉄筋コンクリート構造の集合住宅で畳が用いられるようになると団地間が登場し、畳の寸法は多様化した。